# كيرلس السادس (بابا الإسكندرية)

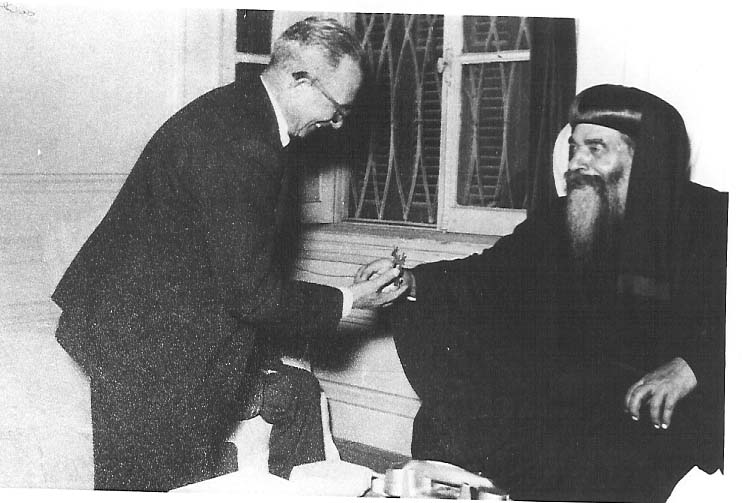
البابا كيرلس السادس وباهور لبيب مدير المتحف القبطي

البابا كيرلس السادس بابا الإسكندرية وبطريرك الكرازة المرقسية، بطريرك الكنيسة القبطية الأرثوذكسية 116 في الفترة ما بين 10 مايو 1959 و 9 مارس 1971. ويراه البعض آخر البطارقة الزاهدين المتفرغين للعبادة المبتعدين عن السياسة او الدنيا، ويخالفهم اخرون معتبرين البابا شنودة الثالث امتدادا له. بمعنى ان البابا شنودة زاهد ومبتعد عن السياسة

## حياته قبل الرهبنة
كان اسمه قبل الرهبنة عازر يوسف عطا سعد زيكي، وقد ولد في 8 أغسطس 1902 ميلادية الموافق 8 مسري 1618 للشهداء بمدينة دمنهور من والدين محبين للكنيسة والمبادئ المسيحية.
ولما كبر كان يحلو له أن يختلي في غرفتة الخاصة وينكب على دراسة الكتاب المقدس مواظباً على الاستزادة من علوم الكنيسة وطقوسها وألحانها وتسبيحها. كان كأحد السواح وكان معروف أنه رجل صلاة حتى لو كان مع ناس يكون يصلي بقلبه إلى الله.

## انخراطه في سلك الرهبنة

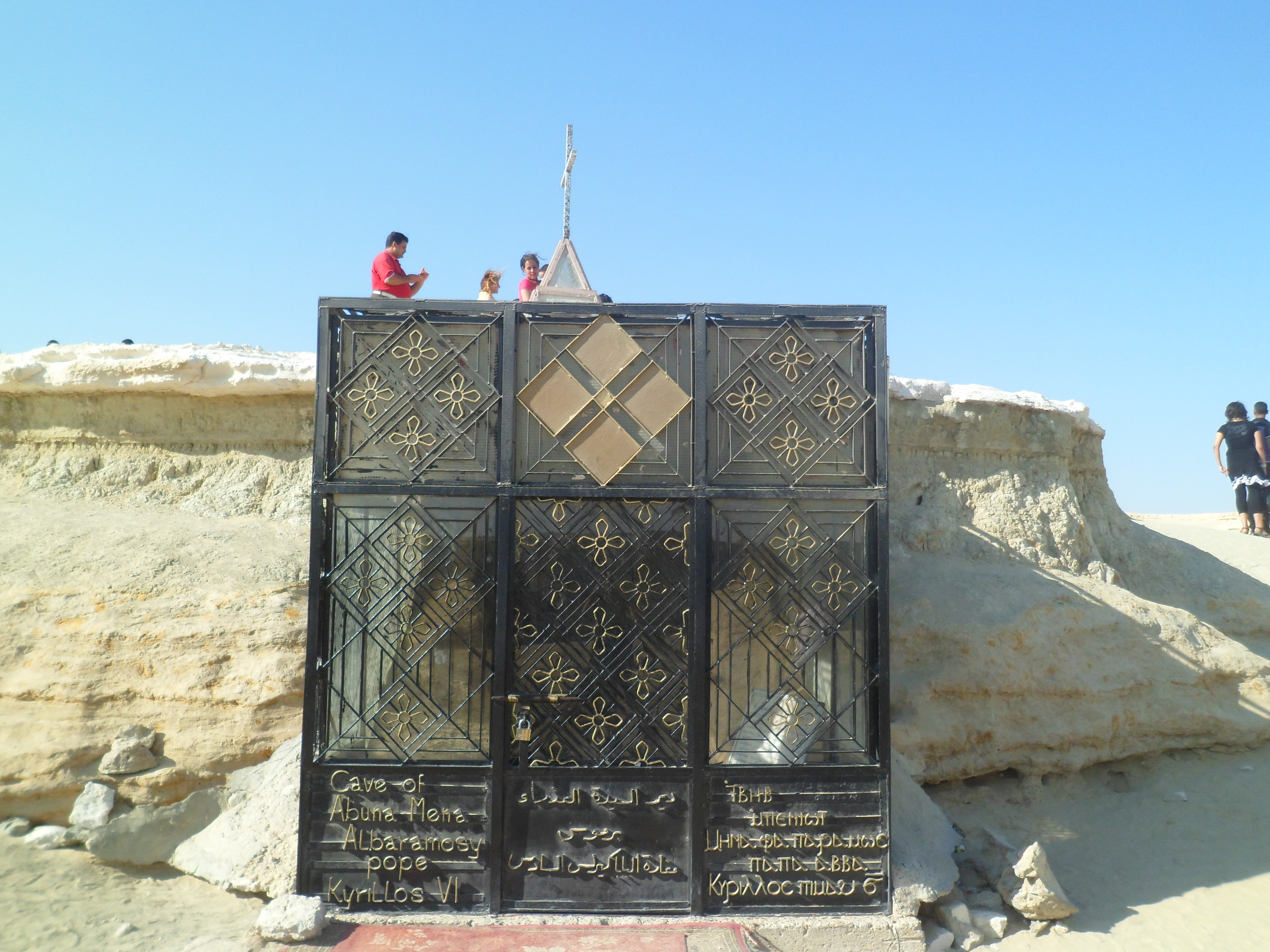
مغارة الراهب مينا المتوحد أثناء رهبنته بالصحراء الخلفية لدير البراموس بوادي النطرون.

وظلّ يمارس الحياة الرهبانية قبل الالتحاق بالدير أكثر من خمس سنوات، وفي يوليو 1927 قرر عازر الانخراط في سلك الرهبنة، فاستقال من عملة وتوجه إلي دير البراموس في حبرية البابا كيرلس الخامس البابا الـ 112.
وظل عازر تحت الاختيار عدة شهور، ثم زكاه الرهبان ليكون راهباً معهم، سيم في 17 أمشير الموافق 24 فبراير 1928 باسم الراهب مينا البراموسي، وفي يوم الأحد 18 يوليو سنة 1931 رسم قساً باسم القس مينا البراموسي ثم درس بعض الوقت في كلية الرهبان اللاهوتية بحلوان، ولما سمع بنبأ ترشيح البابا يؤانس له ليكون أسقفاً هرب إلى دير القديس الأنبا شنودة رئيس المتوحدين بسوهاج، ولما عاد كأمر البطريرك كاشفاً برغبته في الوحدة فصرح له بتحقيق رغبته تحت إرشاد شيخ الرهبان التقي القمص عبد المسيح المسعودي فتوحد في مغارة تبعد عن الدير مسافة ساعة سيراً على الأقدام.
وفي أوائل عام 1936، عاش في طاحونة مهجورة في صحراء مصر القديمة، وكان يقيم فيها القداسات اليومية، وفي سنة 1941 أسندت إليه رئاسة دير الأنبا صموئيل المعترف (القلموني) في جبل القلمون بمغاغة، فعمّره وجدد كنيسته وشيد قلالي الرهبان، وتتلمذ على يديه نخبة من الرهبان الأفاضل.
وفي سنة 1947 انتقل إلى مصر القديمة حيث بنى كنيسة القديس مارمينا بالنذور القليلة التي كانت تصله، وكان يقوم بالبناء بنفسه مع العمال، وقد تتلمذ على يديه نخبة من الرهبان الأتقياء.
وفي سنة 1949 ألحق للكنيسة منزلاً لإيواء الطلبة المغتربين، وقد اشتهر بالصلاة الدائمة والإيمان القوي فكان يأتي إليه المرضى من جميع أنحاء البلاد، فكان يصلي لهم وكانوا جميعاً يشفون من أمراضهم.

## اعتلائه كرسي البابوية
تم إلغاء لائحة الانتخاب وأصدرت لائحة جديدة (لائحة 1957م) قرر فيها : المرشح للكرسي الباباوي يجب أن لا يقل عمره عن أربعين سنة ساعة خلو الكرسي ! وهذه أول مرة يسمع فيها بتحديد السن في تاريخ الكنيسة القبطية الأرثوذكسية، وتقول أيريس حبيب المصري: وهم لم يحددوا السن فقط بل أضافوا أيضاً «ساعة خلو الكرسي» والغرابة في هذا التحديد أن الأنبا أثناسيوس الرسولي كان في السابعة والعشرين على أكثر تقدير بينما كان الباباوان الجليلان أنبا كيرلس عامود الدين وخليفته المباشر أنبا ديسقوروس الشخصية المهمة في العقيدة الأرثوذكسية في السادسة والثلاثين وحتى السيد المسيح كان في الثلاثين عندما بدأ يعلن عن نفسه ويوحنا ومرقس كانا شابين صغيرين في السن.
وقد رُشح ثلاثة من الشباب للكرسي البطريركي وهم القمص متى المسكين، والقمص مكاري السرياني (الأنبا صموئيل أسقف الخدمات فيما بعد) والقس أنطونيوس السرياني (البابا شنوده الثالث فيما بعد) وتهدئة لخواطر شيوخ الكنيسة وكبارها في السن أدرج الأنبا أثناسيوس الأول مطران بني سويف والبهنسا إسم الراهب مينا المتوحد بوصفه المعلم والقائد الروحي لهؤلاء الشباب المرغوب فيهم.
وتم اختيار الراهب مينا المتوحد بالقرعة الهيكلية ليصير بابا الإسكندرية فرسم في 10 مايو 1959 م الموافق 2 بشنس 1675 ش.
يمكنك تحميل كتيب برنامج حفلة رسامة غبطة الحبر الجليل الأنبا كيرلس السادس البابا 116 - الأحد 2 بشنس 1675ش - 10 مايو 1959م

## رسامة بطريرك جاثليق لإثيوبيا
في 28 يونيو 1959 قام برسامة بطريرك جاثليق لإثيوبيا وعقدت اتفاقية بين كنيستي مصر وإثيوبيا لتأكيد أواصر المحبة بينهما وفي نوفمبر سنة 1959 أرسي حجر الأساس لدير الشهيد مارمينا العجايبي بصحراء مريوط، وأعاد له جزء من جسده، وبني به كنائس وكاتدرائية تُشابه في مجدها الكاتدرائية القديمة في المدينة الأثرية.

## أحداث تاريخية

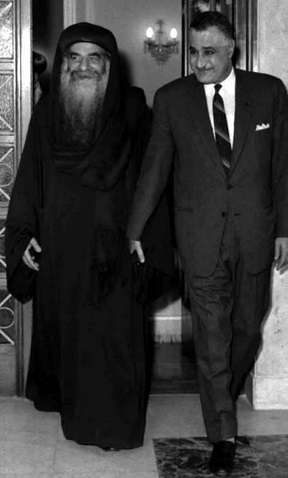
مع جمال عبد الناصر 1967

وفي يناير 1965 رأس مؤتمر الكنائس الأرثوذكسية المشرقية في أديس أبابا عاصمة إثيوبيا، وهو يعتبر أول مجمع مسكوني للكنائس الأرثوذكسية غير الخلقدونية في العصور الحديثة، وناقش المؤتمر أموراً هامة تتعلق بالخدمة والكرازة في العالم المعاصر وعلاقة الكنائس المجتمعة بالكنائس الأخرى.
وقام بترميم الكاتدرائية المرقسية بالأزبكية بالقاهرة والتي كان قد مرَّ على بنائها مئة عام وزُينت بالرسومات الجميلة.
وفي سنة 1967 عمل الميرون المقدس وكان حدثاً تاريخياُ هاماً إذ هي المرة السادسة والعشرون في تاريخ الكنيسة القبطية الأرثوذكسية.
وفي 2 أبريل من عام 1968 أعلنت الكنيسة أن السيدة العذراء تجلت فوق قباب كنيستها في حي الزيتون، مما جذب أنظار العالم كله إلى مصر وإلى الكنيسة القبطية الأرثوذكسية.
وفي 25 يونيو 1968 استقبل البابا كيرلس السادس جسد مارمرقس بعد غيبته عن أرض مصر زهاء إحد عشر قرناً من الزمان، وأودعه في مزار خاص بُني خصيصاً تحت مذابح كاتدرائية القديس مرقس القبطية الأرثوذكسية التي أنشأها البابا كيرلس السادس وافتتحها في احتفال عظيم حضره رئيس جمهورية مصر جمال عبد الناصر وهيلاسلاسي الأول إمبراطور إثيوبيا ووفود من كنائس العالم كله وجموع كثيرة من الشعب.
في صباح الأربعاء 26 يونيو 1968 احتفل بإقامة الصلاة على مذبح الكاتدرائية المرقسية، وفي نهاية القداس حمل البابا كيرلس السادس رفات مارمرقس إلى حيث أودع في مزاره الحالي تحت الهيكل الكبير في شرقية الكاتدرائية

## وفاته
في يوم وفاته استقبل عدداً من أبنائه وعند خروج آخر واحد وكان القمص حنا عبد المسيح كاهن كنيسة العذراء بروض الفرج رفع الصليب وقال «الرب يدبر أموركم» ودخل قلايته ثم فجأة شعر بدوخة شديدة، وكاد يقع بين باب القلاية والسرير! بسرعة، تلميذه الأستاذ فهمي شوقي (القمص متياس البراموسي فيما بعد) جري عليه، وسنده  حتى أوصله للسرير..نادى الطبيب بسرعة، اللي دخل مسرعًا وبدأ يحاول إنقاذه..وفى ذات الوقت تم الإتصال بالأطباء الذين الذين توالى حضورهم , وتم إبلاغ وزير الصحة الذى كان بالإسكندرية فأمر بنقل الأجهزة اللازمة الموجودة بمعهد القلب , كما طلب إبلاغه تطورات حالة قداسة البابا الصحية أولاً بأول. وقال اخر كلماته التي كانت «الرب يدبر أموركم» ثم تنيح في 9 مارس 1971، ودفن تحت مذبح الكاتدرائية التي أنشأها، وفي 15 هاتور 1677 ش الموافق 25 نوفمبر 1972 م نقل جسده في احتفال مهيب إلى دير الشهيد مارمينا بمريوط حسب وصيته ليكون بجوار شفيعه مارمينا. و في يوم الخميس الموافق 20 يونيو 2013 م، اجتمع المجمع المقدس للكنيسة القبطية الأرثوذكسية برئاسة البابا الأنبا تواضروس الثاني، وتم الاعتراف بقدسية البابا كيرلس السادس، وذلك بعد مرور 43 عاماً على وفاته، وبناء على هذا القرار يمكن بناء الكنائس على اسمه، بالإضافة إلى إمكانيه ذكره في مجمع القديسين الموجود في كلا من الخولاجي المقدس (كتاب صلوات القداس الإلهي) و الأبصلمودية المقدسة (كتاب التسبحة).

## مواضيع مرتبطة
- الكنيسة القبطية الأرثوذكسية
- المجلس الملي العام
- المجمع المقدس للكنيسة القبطية الأرثوذكسية
- تاريخ مصر المسيحية
- مقر بابا الإسكندرية
- بابا الإسكندرية

## وصلات خارجية
- Daily Report 1959-2001 (البابا القديس كيرلس السادس)

| سبقه يوساب الثاني | بطريرك الإسكندرية كيرلس السادس | تبعه شنودة الثالث |